# Fortitudo Agrigento 2019-2020
La Fortitudo Agrigento nel 2019-2020 ha disputato il campionato di Serie A2.

## Verdetti stagionali
- Serie A2: (28 partite)

stagione regolare: 2º posto su 14 squadre (16-9).
- Supercoppa LNP: (3 partite)

2ª nel girone azzurro (2-1).

## Roster
| Fortitudo Agrigento 2019-2020 | Fortitudo Agrigento 2019-2020 |
| Giocatori                     | Staff tecnico                 |
| ----------------------------- | ----------------------------- |

| N. | Naz.                                     | Ruolo | Nome                           | Anno | Alt.   | Peso  |  |
| -- | ---------------------------------------- | ----- | ------------------------------ | ---- | ------ | ----- |  |
| 4  | Italia (bandiera)                        | C     | Paolo Rotondo                  | 1989 | 204 cm | 95 kg |  |
| 8  | Italia (bandiera)                        | P     | Giuseppe Cuffaro               | 1998 | 181 cm | 79 kg |  |
| 10 | Italia (bandiera)                        | P     | Giovanni De Nicolao            | 1996 | 191 cm | 79 kg |  |
| 11 | Italia (bandiera)                        | GA    | Giovanni Veronesi              | 1998 | 194 cm | 98 kg |  |
| 12 | Argentina (bandiera) · Italia (bandiera) | AG    | Albano Maximo Chiarastella (C) | 1985 | 195 cm | 92 kg |  |
| 14 | Italia (bandiera)                        | G     | Lorenzo Ambrosin               | 1997 | 195 cm | 90 kg |  |
| 23 | Stati Uniti (bandiera)                   | GA    | Christian James                | 1996 | 193 cm | 96 kg |  |
| 33 | Italia (bandiera)                        | A     | Samuele Moretti                | 1998 | 197 cm | 95 kg |  |
| 40 | Italia (bandiera)                        | G     | Simone Pepe                    | 1993 | 184 cm | 90 kg |  |
| 43 | Stati Uniti (bandiera)                   | C     | Tony Easley                    | 1987 | 206 cm | 90 kg |  |
|    | Italia (bandiera)                        | G     | Edoardo Fontana                | 1998 | 193 cm | 87 kg |  |
|    | Italia (bandiera)                        | AP    | Umberto Indelicato             |      |        |       |  |
|    | Italia (bandiera)                        | G     | Alessandro Moricca             | 2001 |        |       |  |
|    | Italia (bandiera)                        | AP    | Gianni Morreale                |      |        |       |  |

| Allenatore                                                                                          |
| - Devis Cagnardi                                                                                    |
| Assistente/i                                                                                        |
| - Michele Giovanatto - Giuseppe Ferlisi Legenda - (C) Capitano - (IN) Inattivo - Infortunato Roster |

### Organigramma
- Organigramma societario
  - Presidente: Salvatore Moncada
  - Vice Presidente: Angelo Iacono Quarantino
  - Direttore Sportivo: Cristian Mayer
  - Team Manager: Guglielmo Fiannaca
  - Ufficio Stampa: Federica Barbadoro
  - Marketing ed Eventi: Gabriella Iacono

- Staff tecnico
  - Allenatore: Devis Cagnardi
  - Vice allenatore: Michele Giovanatto
  - Assistant coach: Giuseppe Ferlisi
  - Preparatore fisico: Salvatore Alletto
  - Massofisioterapista: Damiano Alba

## Statistiche

### Stagione regolare
| Nome                | Pun | G  | Min | Falli | Falli | Tiri da 2 | Tiri da 2 | Tiri da 2 | Tiri da 3 | Tiri da 3 | Tiri da 3 | Tiri Liberi | Tiri Liberi | Tiri Liberi | Rimbalzi | Rimbalzi | Rimbalzi | Stop | Stop | Palle | Palle | Ass |
| Nome                | Pun | G  | Min | C     | S     | R         | T         | %         | R         | T         | %         | R           | T           | %           | O        | D        | T        | D    | S    | P     | R     | Ass |
| ------------------- | --- | -- | --- | ----- | ----- | --------- | --------- | --------- | --------- | --------- | --------- | ----------- | ----------- | ----------- | -------- | -------- | -------- | ---- | ---- | ----- | ----- | --- |
| Christian James     | 382 | 22 | 672 | 58    | 71    | 85        | 173       | 49        | 47        | 125       | 38        | 71          | 88          | 81          | 18       | 88       | 106      | 2    | 10   | 57    | 28    | 48  |
| Tony Easley         | 355 | 25 | 759 | 74    | 96    | 150       | 229       | 66        | 0         | 5         | 0         | 55          | 99          | 56          | 84       | 97       | 181      | 16   | 8    | 62    | 21    | 51  |
| Simone Pepe         | 350 | 25 | 625 | 82    | 95    | 46        | 98        | 47        | 61        | 177       | 34        | 75          | 90          | 83          | 21       | 72       | 93       | 0    | 9    | 43    | 42    | 65  |
| Lorenzo Ambrosin    | 271 | 25 | 706 | 80    | 81    | 52        | 125       | 42        | 38        | 134       | 28        | 53          | 69          | 77          | 18       | 42       | 60       | 3    | 6    | 37    | 40    | 46  |
| Giovanni Denicolao  | 231 | 24 | 683 | 82    | 68    | 72        | 140       | 51        | 14        | 54        | 26        | 45          | 58          | 78          | 30       | 64       | 94       | 3    | 9    | 42    | 51    | 86  |
| Albano Chiarastella | 162 | 25 | 804 | 69    | 39    | 46        | 82        | 56        | 15        | 44        | 34        | 25          | 40          | 63          | 27       | 113      | 140      | 0    | 5    | 40    | 37    | 75  |
| Paolo Rotondo       | 70  | 23 | 186 | 50    | 24    | 28        | 56        | 50        | 0         | 0         | 0         | 14          | 19          | 74          | 10       | 18       | 28       | 2    | 4    | 14    | 6     | 12  |
| Samuele Moretti     | 59  | 25 | 246 | 38    | 15    | 26        | 37        | 70        | 0         | 4         | 0         | 7           | 25          | 28          | 20       | 42       | 62       | 5    | 0    | 17    | 15    | 16  |
| Giovanni Veronesi   | 41  | 10 | 114 | 18    | 9     | 3         | 6         | 50        | 8         | 23        | 35        | 11          | 14          | 79          | 3        | 6        | 9        | 0    | 1    | 6     | 5     | 8   |
| Edoardo Fontana     | 31  | 13 | 101 | 14    | 6     | 5         | 13        | 38        | 6         | 16        | 38        | 3           | 5           | 60          | 3        | 5        | 8        | 0    | 0    | 5     | 5     | 0   |
| Umberto Indelicato  | 6   | 3  | 4   | 1     | 0     | 0         | 1         | 0         | 2         | 3         | 67        | 0           | 0           | 0           | 0        | 0        | 0        | 0    | 1    | 0     | 0     | 0   |
| Giuseppe Cuffaro    | 5   | 14 | 96  | 12    | 2     | 1         | 4         | 25        | 1         | 7         | 14        | 0           | 0           | 0           | 2        | 7        | 9        | 0    | 0    | 7     | 2     | 4   |
| Alessandro Moricca  | 4   | 3  | 3   | 0     | 1     | 0         | 0         | 0         | 1         | 1         | 100       | 1           | 2           | 50          | 0        | 0        | 0        | 0    | 0    | 0     | 0     | 1   |
| Gianni Morreale     | 0   | 1  | 1   | 0     | 0     | 0         | 0         | 0         | 0         | 0         | 0         | 0           | 0           | 0           | 0        | 0        | 0        | 0    | 0    | 0     | 0     | 0   |